# سيليا سانشيز
سيليا سانشيز ماندولي (9 مايو 1920-11 يناير 1980) ثورية من كوبا وسياسية وباحثة وأمينة الأرشيف. كانت عضوًا رئيسيًا في الثورة الكوبية  وزميلًا مقربًا لفيدل كاسترو.